# Marta E. Astegiano
Marta E. Astegiano de Cumino (1944 ) es una botánica, curadora, profesora, exploradora argentina. Es doctora en Ciencias Biológicas. Desarrolla actividades académicas en el "Instituto de Botánica", del CONICET.
Ha realizado expediciones botánicas a Argentina, Brasil, Paraguay.

## Algunas publicaciones
- marta e. Astegiano, ana Anton, henry eamonn Connor. 1995. Sinopsis del género Cortaderia (Poaceae) en Argentina, V. 6, N.º 6 de Trabajos del Museo Botánico. Universidad Nacional de Córdoba. 9 p.

### Libros
- 1996. Tribu 16, Eragrostidae, Subtribu c, Sporobolinae, v. 25, Parte 3 de Flora fanerogámica argentina. Museo Botánico, IMBIV, Programa Proflora (Conicet). 19 p.

- 1996. Tribu 13, Arundineae, Arundo, Cortaderia, Gynerium, Phragmites, Rytidosperma y Schismus, Danthonia y Lamprothyrsus, v. 22, Parte 2 de Flora fanerogámica argentina. 21 p.

- elías Landolt, marta e. Astegiano, ana maría Anton, h.e. Connor, l.m. Bernardello, maría e. Múlgura de Romero, julián a. Cámara Hernández, gloria e. Barboza, maría de los ángeles Negritto, susana Freire, l. Katinas, e. Urtubey. 1994. Flora fanerogámica argentina. Fasc. 22-31. Buenos Aires, Estudio Sigma.

## Honores
Miembro de
- Federación Argentina de Mujeres Universitarias - FAMU
- Sociedad Argentina de Botánica

- La abreviatura «Asteg.» se emplea para indicar a Marta E. Astegiano como autoridad en la descripción y clasificación científica de los vegetales.[1]